# MBB Bo 105
MBB Bo 105 je lehký dvoumotorový víceúčelový vrtulník s čtyřlistým nosným a dvoulistým tlačným vyrovnávacím rotorem. Vyvinula jej německá společnost Bölkow a vyráběla společnost Messerschmitt-Bölkow-Blohm (MBB), která se v roce 1991 stala součástí skupiny Eurocopter Group. Sériová výroba vrtulníku probíhala na Filipínách, v Indonésii, Kanadě, Německu, Španělsku. Vyrobeno bylo více než 1500 kusů. Výroba Bo 105 probíhala až do roku 2001, kdy byly ve výrobě nahrazeny modernějšími stroji Eurocopter EC 135. Vrtulník byl hojně využíván armádou, policejními složkami a jako letecká záchranná služba.

## Vývoj

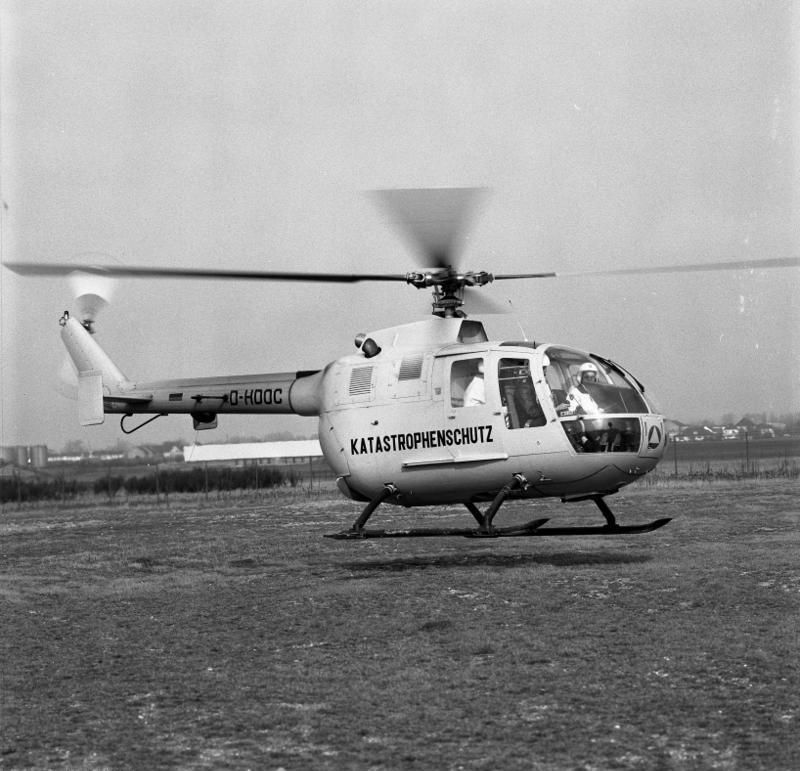
Bo 105 v roce 1974

První prototyp vrtulníku Bo 105 V1 byl zničen během předletových zkoušek. Druhý prototyp Bo 105 V2 (D-HECA) vzlétnul 16. února 1967 v německém městě Ottobrunn. Zkušebním pilotem se stal Wilfried von Engelhardt. Odstartoval v 17:04 a let trval dvacet minut. V červnu 1968 se spojily společnosti Messerschmitt a Bölkow, čímž vznikla společnost Messerschmitt-Bölkow. V roce 1969 se její součástí stal Blohm & Voss, čímž vznikl pozdější výrobce vrtulníku Messerschmitt-Bölkow-Blohm (MBB).
Německý úřad pro civilní letectví udělil vrtulníku certifikaci 13. října 1970. Brzy poté začala výroba Bo 105A. Ve Spojených státech udělil bezpečnostní certifikaci Federal Aviation Administration v srpnu 1972, čímž začaly být vrtulníky dodávány i do zahraničí.
V roce 1972 byla vyrobena verze Bo 105C, kterou si vybralo německé ministerstvo obrany pro svůj program. Německo tak získalo 100 vrtulníků Bo 105 v armádní verzi, které byly vyzbrojeny protitankovými řízenými střelami Euromissile HOT. Tyto vrtulníky byly označeny jako Bo 105PAH-1, nakonec byly vyrobeny v celkovém počtu 212 kusů.
V roce 1976 byla vyvinuta verze Bo 105CB s výkonnějšími motory Allison 250-C20B. Vrtulníky byly dále vyvíjeny pod označením Bo 105CBS s rozšířením trupu o 10 palců. Určeny byly především pro americký trh, který vyžadoval vrtulníky pro leteckou záchrannou službu. V roce 1984 byl vyvinut Bo 105LS s rozšířeným trupem a se dvěma turbohřídelovými motory Allison 250-C28C. Nová verze s výkonnějšími motory měla zvýšenou maximální vzletovou hmotnost.
Výroba vrtulníků Bo 105 byla ukončena v roce 2001, kdy byly ve výrobě nahrazeny modernějšími vrtulníky Eurocopter EC 135. Celkově bylo vyrobeno 1 406 kusů. Poslední vrtulník Bo 105LS byl dodán do Kanady v roce 2009.
Bo 105 se stal prvním dvoumotorovým vrtulníkem užívaným pro komerční účely, a tak byl po celém světě rozšířen jako vrtulník pro policejní účely, leteckou záchrannou službu, leteckou službu pátrání a záchrany (SAR) a jiné záchranné akce.

## Popis
Bo-105 je pětimístný lehký vrtulník poháněný dvěma turbohřídelovými motory. Má čtyřlistý pevný (nebo bezzávěsový) hlavní rotor. Díky tomu má vysoký stupeň manévrovatelnosti a je schopen provádět akrobatické manévry. Dvoulistý ocasní rotor je umístěn vysoko na pylonu a poskytuje vrtulníku této velikosti výjimečnou světlou výšku. V zadní části kabiny jsou umístěny dvoje, umožňující přístup na velkou rovnou podlahu.

## Varianty

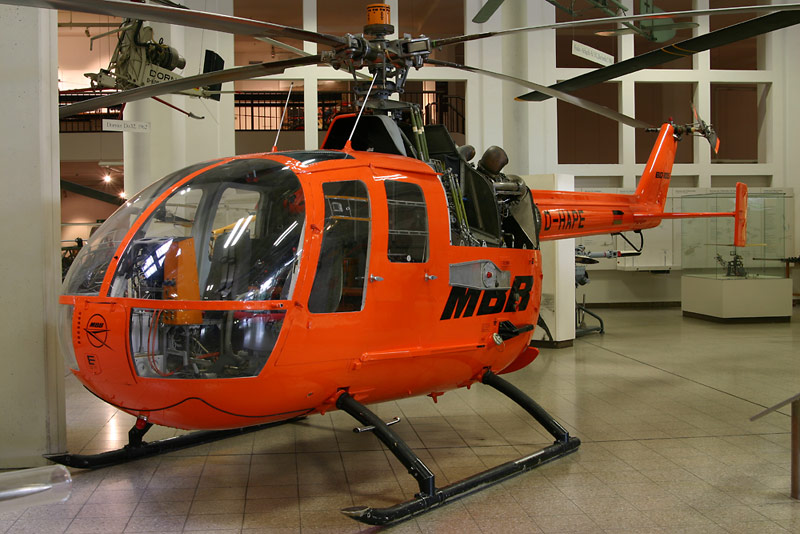
Prototyp Bo 105A v německém muzeu

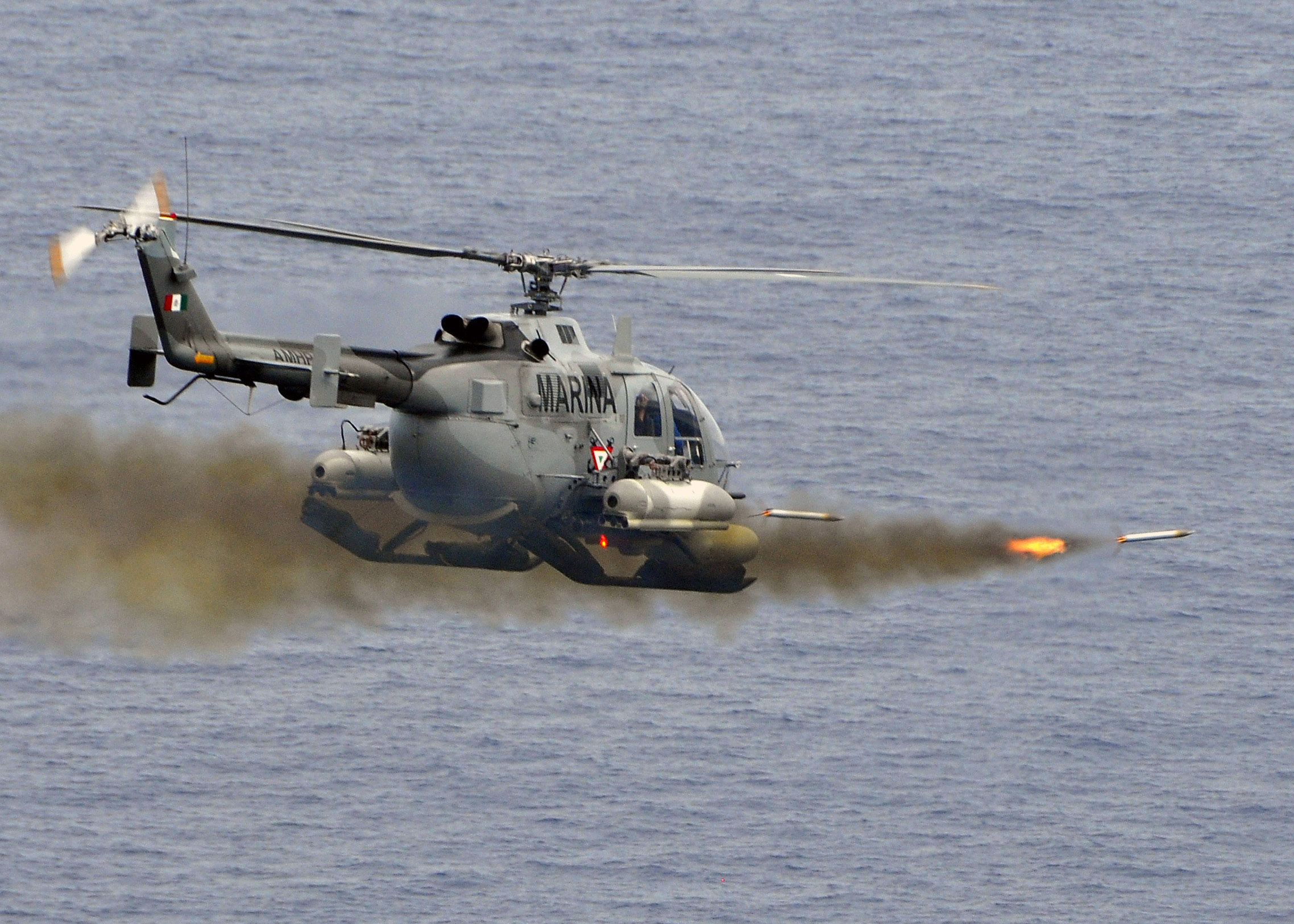
Bo 105 mexického námořnictva střílí raketu

- Bo 105A: První prototyp určen pro civilní účely, poháněn dvěma turbohřídelovými motory Allison 250-C18.
- Bo 105C: Počáteční varianta vyvinutá v roce 1972, stroj poháněn dvěma motory Allison 250-C20.
- Bo 105CB: Užitková transportní verze poháněná dvěma motory Allison 250-C20B. Použitelná v noci a za každého počasí.[3]
- Bo 105CBS: Užitková verze vrtulníku, trup rozšířen o deset palců pro potřeby letecké záchranné služby.
- Bo 105CBS-5: Varianta vrtulníku Bo 105CBS pro leteckou službu pátrání a záchrany.
- Bo 105D: Varianta pro britskou pobřežní hlídku.
- Bo 105LS A1: Vyvinut v roce 1984, má prodloužený trup a je poháněn dvěma motory Allison 250-C28C.
- Bo 105LS A3: Vyvinut v roce 1986, maximální vzletová hmotnost činila 2600 kg.
- Bo 105LS A3 "Superlifter": Vyvinut v roce 1995 s maximální vzletovou hmotností 2850 kg.
- Bo 105P/PAH-1: Armádní verze
- Bo 105P/PAH-1A1: Inovovaná armádní verze pro německou armádu.
- Bo 105P/PAH-1 Phase 2: Armádní verze navržená pro možnost útoku v noci.
- Bo 105P/BSH: Německá armádní verze.
- Bo 105M
- Bo 105/Ophelia
- Bo 105ATH: Armádní verze pro španělskou armádu.
- Bo 105GSH: Armádní verze pro španělskou armádu.
- Bo 105LOH: Armádní verze pro španělskou armádu.
- Bo 105MSS: Námořní verze, vrtulník byl vybaven zvláštním vyhledávacím radarem.
- NBO-105
- NBO-105S
- BO 105 Executaire
- Bo 105E-4
- EC-Super Five
- Bo-105 KLH

## Vrtulníky Bo 105 u české policie

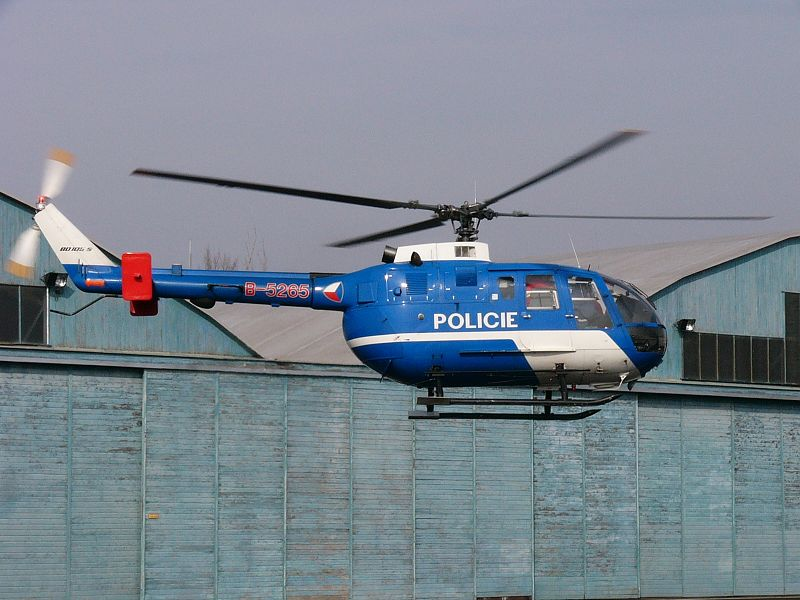
Vrtulník Bo 105 s imatrikulací B-5265 Letecké služby Policie ČR

V roce 1991 začalo řešit Federální ministerstvo vnitra situaci dosluhujících policejních vrtulníků Mil Mi-2, které měla k dispozici tehdejší Letecká služba Federálního policejního sboru. Rozhodovalo se o nákupu nových vrtulníků, a to mezi stroji Bo 105 a Eurocopter AS 355 Ecureuil. Volba padla na vrtulníky Bo 105. V roce 1991 tak byly zakoupeny první nevýchodní stroje pro potřeby policie a letecké záchranné služby. První dva stroje (imatrikulace B-5763, B5292) byly starší stroje, jeden byl v civilní verzi odkoupen z Německa a druhý ve zdravotnické konfiguraci létal v Austrálii a na Novém Zélandu. Oba stroje létaly v původním zbarvení, nebyly tedy unifikovány do jednotného vzhledu s ostatními stroji. V roce 1992 získala policie další dva stroje Bo 105 (imatikulace OK-BYX, OK-BYY), které byly nové a ve standardním modrém policejním zbarvení. První dva dodané stroje byly během služby při haváriích ztraceny, novější vrtulníky sloužily u Letecké služby Policie ČR do října 2010, kdy byly ve službě nahrazeny modernějšími vrtulníky Eurocopter EC 135.
Největší slávu vrtulníkům Bo 105 v barvách Policie ČR přinesl provoz letecké záchranné služby v Hradci Králové. Od roku 1992 do roku 2004 zde sloužil trvale jeden vrtulník Bo 105 ve zdravotnické zástavbě. Policie ČR provozovala až do konce roku 2008 leteckou záchrannou službu na stanicích Kryštof 01 v Praze, Kryštof 04 v Brně a Kryštof 06 v Hradci Králové. Zatímco na stanicích v Praze a Brně sloužily vrtulníky Bell 412, v Hradci Králové sloužil vrtulník Bo 105. Ten byl v roce 2004 nahrazen strojem Eurocopter EC 135.

### Seznam vrtulníků Bo 105 provozovaných Policií ČR
| Imatrikulace            | Zařazen           | Vyřazen            |
| B-5763                  | 7. května 1991    | 22. dubna 1992     |
| B-5292                  | 10. července 1991 | 4. srpna 1999      |
| B-5265 (později OK-BYX) | 26. března 1992   | 25. listopadu 2010 |
| B-5278 (později OK-BYY) | 1992              | 25. listopadu 2010 |

## Specifikace

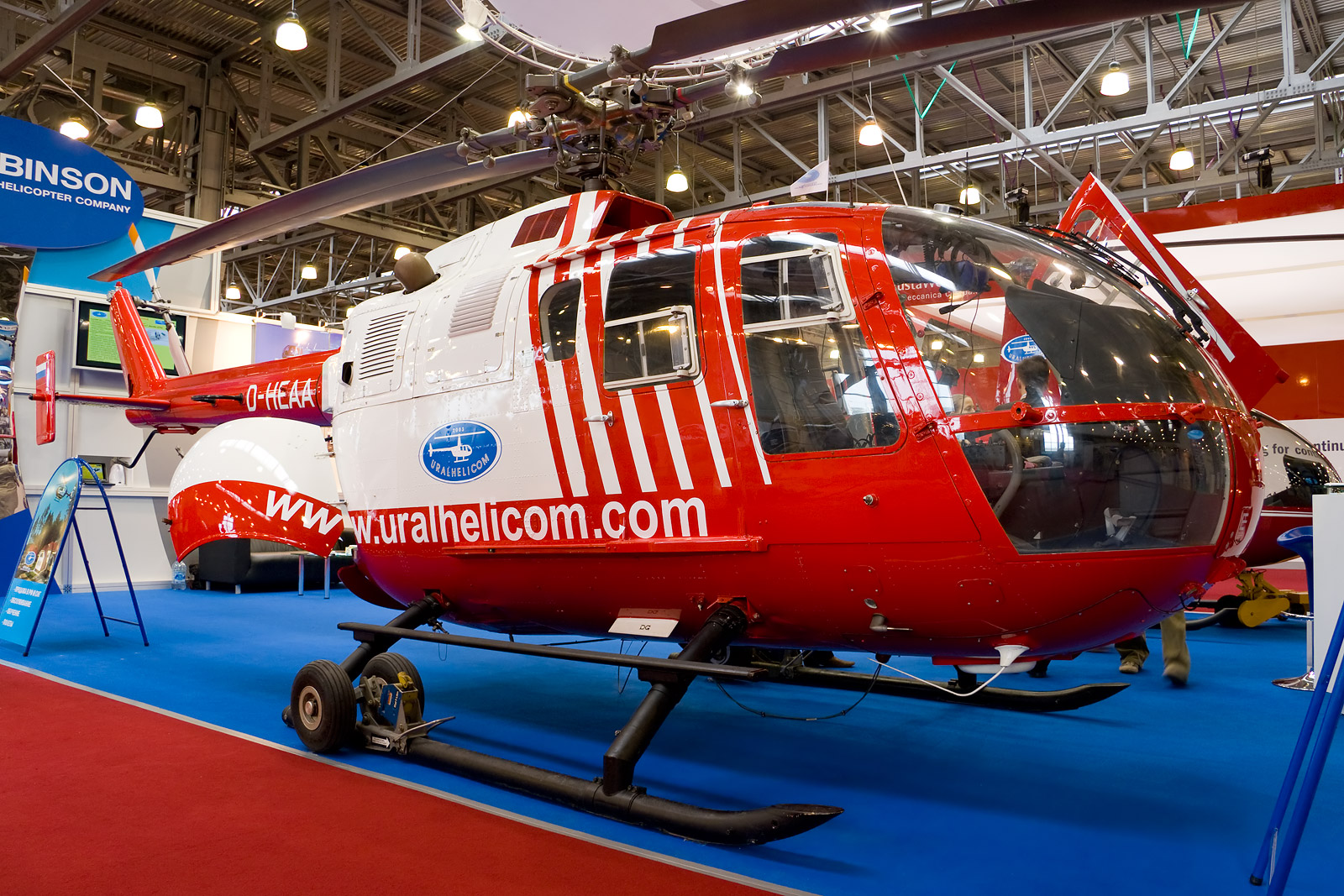
Bo 105 na výstavě v Rusku

### Technické údaje
- Posádka: 1 nebo 2 piloti, až 4 pasažéři
- Délka: 11,86 m
- Průměr nosného rotoru: 9,84 m
- Výška: 3,00 m
- Prázdná hmotnost: 1276 kg
- Maximální vzletová hmotnost: 2500 kg
- Pohonná jednotka: 2× Allison 250-C20B
- Výkon pohonných jednotek: 313 kW

### Výkony
- Maximální rychlost: 131 KIAS (242 km/h)
- Dolet: 575 km
- Dostup: 5180 m
- Stoupavost: 8,0 m/s